# Ricardo Osorio
Ricardo Osorio Mendoza (Huajuapan de León, 30 marzo 1980) è un ex calciatore messicano, di ruolo difensore.

## Carriera

### Club

#### Cruz Azul
Nato a Huajuapan de León, nell'Oaxaca, entra tra i professionisti nella stagione 2001-2002, quando esordisce con la maglia del Cruz Azul in un match vinto 3-1 contro l'Atlante. Divenuto titolare fisso, rimane a Città del Messico fino al 2006, collezionando 124 presenze in campionato.

#### Stoccarda
Nel 2006, dopo aver disputato individualmente un buon mondiale in Germania, viene acquistato dai tedeschi dello Stoccarda per €4 milioni. Il 16 febbraio 2007 segna il suo primo e unico gol in Bundesliga nella partita vinta 4-0 contro l'Eintracht Francoforte. Il 19 maggio 2007, con la vittoria sull'Energie Cottbus per 2-1, lo Stoccarda si laurea campione di Germania, col terzino messicano determinante nella vittoria del titolo grazie al suo alto minutaggio per tutta l'annata,
Titolare pure nella stagione 2007-2008, dal 2009 viene schierato di rado per via di infortuni muscolari. Lascia Stoccarda il 2 maggio 2010 dopo quattro anni in cui la squadra sveva si è sempre qualificata per le coppe europee.

#### Monterrey
Il 5 luglio 2010 fa ritorno in patria, aggregandosi al Monterrey, con cui vince subito il torneo di Apertura 2010 in finale contro il Santos Laguna. Nello stesso anno trionfa pure nella CONCACAF Champions League 2010-2011, battendo all'ultimo atto il club di MLS del Real Salt Lake. Il 30 aprile 2011 segna la sua prima rete col Monterrey nella sfida vinta 3-1 contro il Chivas Guadalajara.
Dopo un prestito al Querétaro, nel 2015 torna a Monterrey, dove termina la propria carriera l'anno dopo a 36 anni.

### Nazionale
Il 13 luglio 2003 il CT La Volpe lo fa esordire con la nazionale messicana nella sfida vinta 1-0 allo Stadio Azteca contro il Brasile nella vittoriosa Gold Cup. Il 7 luglio dell'anno successivo segna il primo e unico gol col Tricolor nel pareggio per 2-2 contro l'Uruguay nella Copa América 2004. L'anno dopo sbaglia il rigore decisivo nella serie dei tiri dal dischetto nella semifinale della Confederations Cup 2005 contro l'Argentina. Nell'estate 2006 fa parte della spedizione messicana al Mondiale in Germania, dove gioca tutte e quattro le partite della sua nazionale.
Convocato pure per la Coppa del Mondo 2010 in Sudafrica (in cui disputa tutti gli incontri), nel 2011 conquista un'altra Gold Cup col Tricolor, prima di chiudere la carriera con la nazionale.

## Palmarès

### Club

#### Competizioni nazionali
- Campionato tedesco: 1

Stoccarda: 2006-2007
- Campionato messicano: 1

Monterrey: Apertura 2010

#### Competizioni internazionali
- CONCACAF Champions League: 1

Monterrey: 2010-2011

### Nazionale
- Gold Cup: 2

2003, 2011